# Hit to Death in the Future Head
Hit to Death in the Future Head è il quinto album discografico del gruppo statunitense The Flaming Lips, pubblicato nel 1992.

## Il disco
Si tratta del debutto del gruppo per la Warner Bros. Records. Inoltre è il primo disco a ricevere l'avvertimento del Parental Advisory.
Il brano Talkin' 'Bout the Smiling Deathporn Immortality Blues (Everyone Wants to Live Forever) è stato pubblicato nell'EP promozionale Yeah, I Know It's a Drag... But Wastin Pigs Is Still Radical.

## Tracce
1. Talkin' 'Bout the Smiling Deathporn Immortality Blues (Everyone Wants to Live Forever) – 3:49
2. Hit Me Like You Did the First Time – 3:41
3. The Sun – 3:31
4. Felt Good to Burn – 3:21
5. Gingerale Afternoon (The Astrology of a Saturday) – 3:45
6. Halloween on the Barbary Coast – 5:42
7. The Magician vs. the Headache – 3:12
8. You Have to Be Joking (Autopsy of the Devil's Brain) – 3:55
9. Frogs – 4:28
10. Hold Your Head – 4:24
11. Untitled Hidden Track – 29:16

## Formazione
- Wayne Coyne - voce,  chitarra, strumenti vari
- Jonathan Donahue - chitarra, seconda voce, voce in The sun, Felt good to burn, Gingerale afternoon, feedback, strumenti vari
- Michael Ivins - basso, cori, strumenti vari
- Nathan Roberts - batteria, percussioni, tamburello, cori, strumenti vari